# ヒラリー・ハーバート

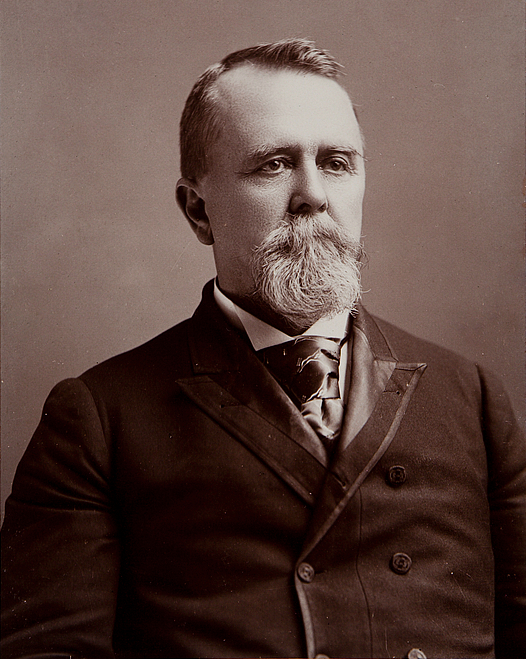
ヒラリー・ハーバート

ヒラリー・アブナー・ハーバート（Hilary Abner Herbert, 1834年3月12日 - 1919年3月6日）は、アメリカ合衆国の政治家。1893年から1897年まで、グロヴァー・クリーヴランド大統領の下で第33代アメリカ合衆国海軍長官を務めた。

## 生涯
1834年、ハーバートはサウスカロライナ州ローレンスヴィルで生まれた。ハーバートはアラバマ大学とバージニア大学で学んだ。ハーバートは1856年にサウスカロライナ州で弁護士の認可を受け、同州グリーンヴィルで弁護士業を開業した。ハーバートは南北戦争開戦までそこで弁護士業を続けた。
南北戦争開戦後、ハーバートは連合国陸軍に少尉として入隊した。ハーバートはグリーンヴィル警備隊の指揮官を務めた。ハーバートは1863年に大佐に昇進し、アラバマ歩兵隊第8連隊の連隊長となった。ハーバートは1864年5月6日のウィルダネスの戦いで負傷した。
南北戦争終戦後、ハーバートはアラバマ州グリーンヴィルで弁護士業に復帰した。ハーバートは1877年にアラバマ州モンゴメリーから民主党員として、合衆国下院議員に選出された。ハーバートはその後、1892年まで8期連続で下院議員を務めた。合衆国下院議員としてハーバートは海軍委員会の委員長を務めた。ハーバートは合衆国海軍を再興するため、海軍への予算割当額の増大に深く関与した。
1893年、グロヴァー・クリーヴランド大統領はハーバートを海軍長官に指名した。ハーバートは海軍の拡張のため、人員の補充を支援した。またハーバートは有事に備え、一定水準の戦闘力を持つ艦隊を確保した。
1897年、ハーバートはクリーヴランド大統領の任期満了に伴って海軍長官を退任した。海軍長官退任後、ハーバートはワシントンD.C.で弁護士業を再開した。
1919年、ハーバートはワシントンD.C.で死去した。ハーバートの遺体はアラバマ州モンゴメリーのオークウッド墓地に埋葬された。
ハーバートの死後、合衆国海軍ではその功績を称えて、駆逐艦 USS Herbert (DD-160) にその名が付けられた。

## 家族
- 父親: トマス・ハーバート (Thomas E. Herbert, 1804-1868)
- 母親: ドロシー・T (Dorothy T., ????-????)

- 妻: エラ・スミス (Ella Smith, ????-????)
  - 結婚: 1867年

- 子供:
  - なし